# M2 (střední tank)
M2 Medium Tank byl americký střední tank používaný v době druhé světové války. Měl některé shodné konstrukční prvky a součásti s lehkým tankem M2. Jeho první verze však byla neúspěšná a nakonec se do bojů vůbec nedostala, tank sloužil pouze k výcvikovým účelům. Tank byl proto modernizován (M2A1), dostal nový výkonnější motor a silnější pancéřování. Z původní zakázky 1000 kusů však sešlo a tak se k armádě dostalo necelých 100 kusů těchto vylepšených strojů. Přednost dostala výroba tanků M3 Lee.